# 八幡町 (愛知県)
八幡町（やわたちょう）は、愛知県知多郡にかつて存在した町。現在の知多市北部に該当する。
町名は八幡神社に由来する。
伊勢湾に面し、かつては海水浴場も存在したが、海岸は埋め立てられ、臨海工業地帯となっている。

## 歴史
- 江戸時代、この地域は尾張藩領であった。
- 1878年（明治11年） - 平井村、中島村、迫間村、堀之内村が合併し、八幡村となる。
- 1889年（明治22年）10月 - 町村制施行に伴い、八幡村を設置。
- 1906年（明治39年）4月13日 - 八幡村、新知村、佐布里村が合併し、八幡村となる。
- 1922年（大正11年）4月1日 - 町制施行し、八幡町となる。
- 1955年（昭和30年）4月1日 - 八幡町、岡田町、旭町が合併し、知多町となる。

## 交通機関
- 名古屋鉄道常滑線
  - 寺本駅・朝倉駅・古見駅・長浦駅

- 河和線の巽ヶ丘駅は旧・八幡町の駅であるが、開業は合併後である。また、八幡新田駅は東海市の駅であるが、駅名は旧・八幡町の地名に由来する。

## 学校
- 八幡町立八幡中学校（現・知多市立八幡中学校）
- 八幡町立八幡小学校（現・知多市立八幡小学校）
- 八幡町立新知小学校（現・知多市立新知小学校）
- 八幡町立佐布里小学校（現・知多市立佐布里小学校）
- 八幡町立新田小学校（現・知多市立新田小学校）

## 神社・仏閣
- 牟山神社
- 八幡神社
- 雨寶山如意寺
- 雨寶山正法院

## 観光
- 朝倉の梯子獅子（牟山神社に伝わる獅子舞）
- 尾張萬歳

## 出身・ゆかりのある人物
- 竹内友三郎（精肉商、合名会社竹内商店代表社員、横浜市会議員）[3]